# Слободчиковское сельское поселение (Омская область)
Слободчиковское се́льское поселе́ние — муниципальное образование в Усть-Ишимском районе Омской области Российской Федерации.
Административный центр — село Слободчики.

## История
Статус и границы сельского поселения установлены Законом Омской области от 30 июля 2004 года № 548-ОЗ «О границах и статусе муниципальных образований Омской области»

## Население
| 2010 | 2011 | 2012 | 2013 | 2014 | 2015 | 2016 |
| ---- | ---- | ---- | ---- | ---- | ---- | ---- |
| 356  | ↘354 | ↘339 | ↘334 | ↘314 | ↗315 | ↘297 |
| 2017 | 2018 | 2019 | 2020 | 2021 | 2023 |      |
| ↘290 | ↘286 | ↘284 | ↗286 | ↘196 | ↘178 |      |

## Состав сельского поселения
| № | Населённый пункт | Тип населённого пункта       | Население |
| - | ---------------- | ---------------------------- | --------- |
| 1 | Кушма            | деревня                      | ↘35       |
| 2 | Слободчики       | село, административный центр | ↘319      |
| 3 | Смолино          | деревня                      | ↘2        |